# بلاندستون
بلاندستون (انگلیسی: Blundstone) شرکت پوشاک استرالیایی است، که در سال ۱۸۷۰ تأسیس شد.